# Грайнерт, Клаус
Клаус Грайнерт (нем. Klaus Greinert, 3 июня 1940, Берлин, Германский рейх) — немецкий хоккеист (хоккей на траве), нападающий, полузащитник.

## Биография
Клаус Грайнерт родился 3 июня 1940 года в немецком городе Берлин.
В детстве играл в хоккей на траве за берлинский З88. В 14 лет перешёл в «Берлинер». В его составе четыре раза выиграл чемпионат ФРГ по хоккею на траве (1961—1963, 1965) и три раза — чемпионат ФРГ по индор-хоккею (1962—1963, 1965). В 1967 году перешёл в «Мюнхнер», в 1969 году — в «СаФо» из Франкфурта-на-Майне.
В 1960 году вошёл в состав сборной ОГК по хоккею на траве на Олимпийских играх в Риме, занявшей 7-е место. Играл на позиции нападающего, провёл 1 матч, мячей не забивал.
В 1963 году удостоен высшей спортивной награды ФРГ — Серебряного лаврового листа.
В 1968 году вошёл в состав сборной ФРГ по хоккею на траве на Олимпийских играх в Мехико, занявшей 4-е место. Играл на позиции полузащитника, провёл 9 матчей, забил 3 мяча (два в ворота сборной Мексики, один — Японии).
В 1960—1969 годах провёл за сборную ФРГ 72 матча. В 1965—1968 годах был капитаном сборной.
После завершения игровой карьеры стал директором семейной фирмы жены Röchling Group, она выпускала пластиковые детали для автомобильной промышленности. В 1997—2017 годах был председателем наблюдательного совета компании Rheinmetall AG.

## Семья
Жена — Ютта Грайнерт (ур. Рёхлинг), играла за женскую сборную ФРГ по хоккею на траве.
Семья Грайнерт покровительствует хоккейному клубу «Мангейм».